# Cala Cala
Cala Cala – miasto w Boliwii, w departamencie La Paz, w prowincji Aroma.